# Texas in July
Texas in July ist eine Metalcore-Band aus Ephrata, Pennsylvania, USA die 2007 in Lancaster gegründet wurde. Zur Zeit der Gründung waren die Musiker zwischen 18 und 21 Jahre alt. Zwischenzeitlich stand die Gruppe bei CI Records unter Vertrag, wo sie ihre EP Salt of the Earth (2008) und das Debütalbum I Am (2009) veröffentlichten. Nach dem immer größer werdenden Erfolg der Gruppe bot Equal Vision Records der Band einen Plattenvertrag an um weitere Alben in Nordamerika zu verkaufen. In Europa werden die Alben inzwischen vom deutschen Label Nuclear Blast vertrieben. Das zweite Album One Reality erschien im April 2011.

## Geschichte
Die Gruppe wurde 2007 in Lancaster gegründet. Die Musiker waren allesamt noch Schüler an der High School. Ihre erste Demo wurde kurz nach der Bandgründung aufgenommen und auf lokalen Konzerten verkauft. Bereits 2008 erhielt die Gruppe einen Plattenvertrag beim ortsansässigen Label CI Records (u. a. August Burns Red, The Juliana Theory, The Pink Spiders standen dort unter Vertrag), wo sie im selben Jahr ihre EP Salt of the Earth produzierten und veröffentlichten.
Wiederum ein Jahr später folgte das Debütalbum I Am, das am 2. Juni 2009 herausgebracht wurde. Die Zweitauflage erschien bereits am 15. September desselben Jahres.
Danach tourte die Gruppe erstmals mit verschiedenen Größen der Metal-Szene wie August Burns Red, The Devil Wears Prada, Every Time I Die und Maylene and the Sons of Disaster.
Am 15. Juli 2010 erfolgte die Veröffentlichung der 2-Track-Single Uncivilized. Bereits eine Woche zuvor unterschrieb Texas in July bei Equal Vision Records.
Am 24. August 2010 spielte Logan Maurer sein letztes Konzert mit der Gruppe. Er verließ die Gruppe aus persönlichen Gründen. Maurer hat noch heute Kontakte zu seinen ehemaligen Bandmitgliedern.
Zwischen dem 3. September und 16. Oktober 2009 tourte die Gruppe auf der This or The Apocalypse Tour und auf der Metal Christmas Tour, die zwischen dem 26. Dezember 2010 und 11. Februar 2011 stattfand. Am 26. April 2011 erschien das zweite Album der Band unter dem Titel One Reality über Equal Vision Records (Nordamerika) und Nuclear Blast (weltweit). Es wurde von Chris Harris (genannt Zeuss) produziert, welcher bereits mit Suicide Silence und Chelsea Grin arbeitete. One Reality landete auf dem 174. Platz der US-Charts.
Im Rahmen der am 23. Juni 2012 gestarteten Europa-Tour trat die Gruppe auf dem Graspop Metal Meeting und dem With Full Force auf. Auf dieser Tour, welche bis zum 21. Juli 2012 lief, war die Band in Deutschland, Italien, das Vereinigte Königreich, Belgien, Frankreich, Spanien, Ungarn und Österreich zu sehen. Es sollte die letzte Tour zum Album „One Reality“ sein. Der Nachfolger soll noch in diesem Jahr veröffentlicht werden.
Die Gruppe verbrachte die letzten Monate exzessiv mit Touren. So spielte die als Support für Bands wie Impending Doom, Falling in Reverse, Woe, Is Me und Of Mice & Men. Außerdem spielten Texas in July 2013 erstmals die komplette Warped Tour. Dabei wurden die Musiker von J.T Carvey (Gesang) und Kyle Aherm (Leadgitarre) unterstützt welche vorübergehend Alex Good und Christian Royer während der Tour ersetzten. Es wurde allerdings kein Statement veröffentlicht, der einen Besetzungswechsel ankündigt. Im November und Dezember 2013 tourte die Gruppe gemeinsam mit The Ghost Inside und Volumes als Support für The Devil Wears Prada. Am 23. Juli 2013 erschien mit Reflections ein Best-of-Album, welches Titel der Alben I Am, der Salt of the Earth EP und der Single Uncivilized enthält.
Zwischenzeitlich verließ Sänger Alex Good die Band, sodass Texas in July längere Zeit ohne festen Frontsänger dastanden. Auf Konzertreisen wurde die Gruppe von J.T. Cavey unterstützt, welcher im Februar 2014 als neuer Frontsänger in die Band integriert wurde. Auch gab die Gruppe bekannt an dem dritten Studioalbum zu arbeiten, das über Equal Vision Records erscheinen wird. Dieses heißt Bloodwork und erschien am 16. September 2014 in Nordamerika. In Europa wurde das Album über Redfield Records veröffentlicht.
Am 17. April 2015 gab die Band ihre Auflösung nach einer Abschiedstournee durch Europa bekannt. Das letzte international gespielte Konzert wird in Tel Aviv, Israel sein. Das allerletzte Konzert wird die Band auf dem With Full Force in Roitzschjora. Bis auf den Auftritt auf den Musikfestivals Graspop Metal Meeting, Jera On Air, dem Morecore Festival und eben dem Full Force wird die Gruppe von Chelsea Grin und Walking with Strangers begleitet.

## Diskografie

### EPs
- 2008: Salt of the Earth (CI Records)

- 2023: „Without Reason“ (Rude Records)

### Alben
- 2009: I Am (CI Records)
- 2011: One Reality (Equal Vision Records, Nuclear Blast)
- 2012: Texas in July
- 2014: Bloodwork (Equal Vision Records, Redfield Records)

### Singles
- 2010: Uncivilized